# Condado de Lane (Kansas)
O Condado de Lane é um dos 105 condados do estado americano de Kansas. A sede do condado é Dighton, e sua maior cidade é Dighton. O condado possui uma área de 1 858 km² (dos quais 1 km² estão cobertos por água), uma população de 2 155 habitantes, e uma densidade populacional de 3 hab/km² (segundo o censo nacional de 2000). O condado foi fundado em 20 de março de 1873.